# Oswald Schwarz
Oswald Schwarz (Brno, 31 ottobre 1883 – Londra, 14 ottobre 1949) è stato uno psicologo austriaco.
Esponente della psicologia individuale, assieme al collega e amico Rudolf Allers si è staccato dal gruppo di Alfred Adler nel 1927.
È tra i fondatori della medicina psicosomatica.
Docente di Urologia nell'Università di Vienna dal 1919. Di origine ebraica è emigrato in Inghilterra nel 1934.